# Пальміра (атол)
Ато́л Пальмі́ра (англ. Palmyra), іноді О́стрів Пальмі́ра англ. Palmyra Island) — незаселений атол, площею 12 км², у північній частині Тихого океану.

## Географія
Атол розташований на південь від Гавайських островів у групі островів Лайн.

Атол складається з великого рифу, трьох мілководних лагун і низки піщаних та рифових острівців і смуг, вкритих рослинністю, переважно кокосовими пальмами, сцеволою та півоніями.

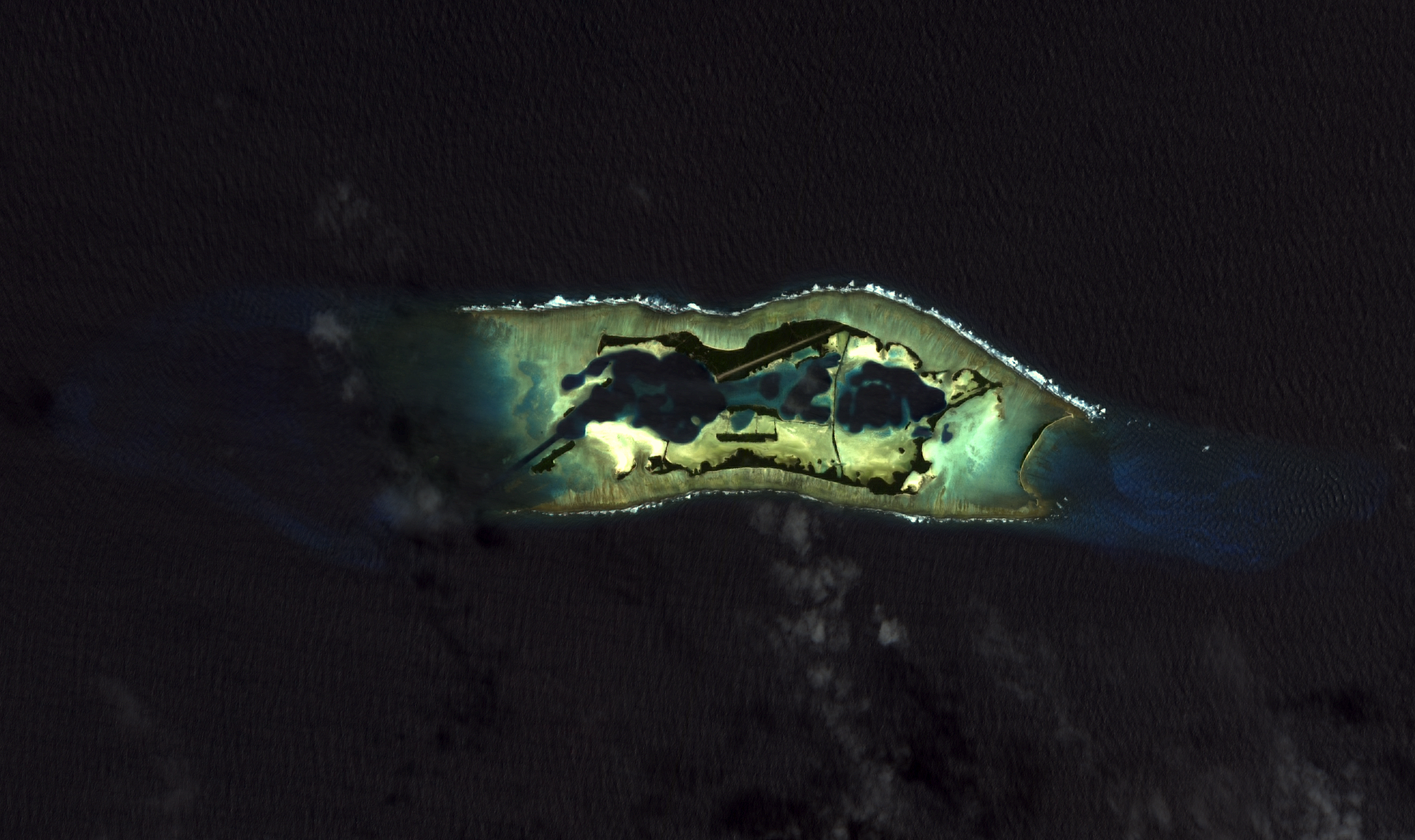
Супутниковий знімок.
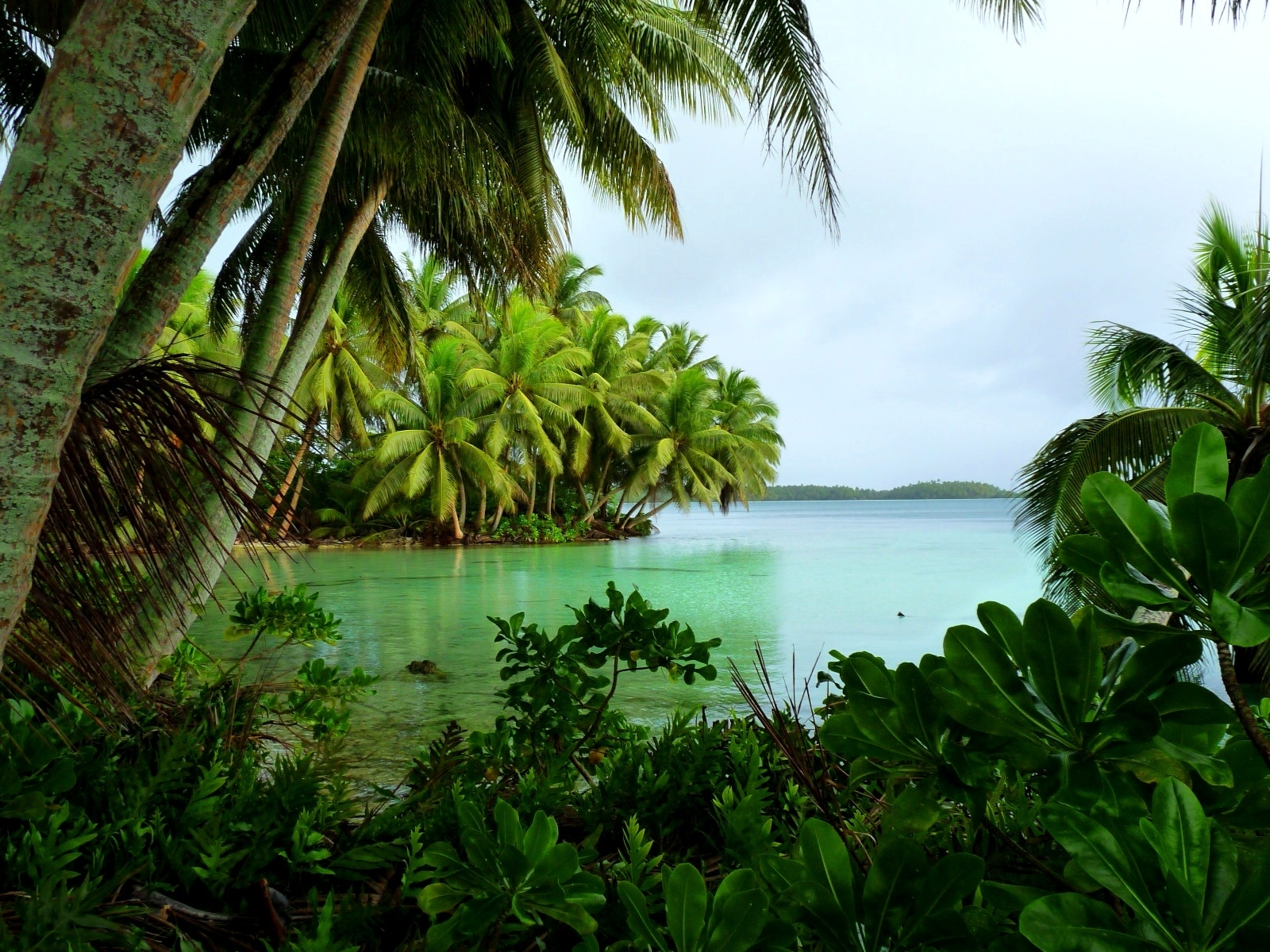
Кокосова пальма на острові.

### Клімат
Острів знаходиться у зоні, котра характеризується вологим тропічним кліматом. Найтепліший місяць — квітень із середньою температурою 27.2 °C. Найхолодніший місяць — лютий, із середньою температурою 26.1 °С.
| Клімат Пальміри         | Клімат Пальміри | Клімат Пальміри | Клімат Пальміри | Клімат Пальміри | Клімат Пальміри | Клімат Пальміри | Клімат Пальміри | Клімат Пальміри | Клімат Пальміри | Клімат Пальміри | Клімат Пальміри | Клімат Пальміри | Клімат Пальміри |
| Показник                | Січ.            | Лют.            | Бер.            | Квіт.           | Трав.           | Черв.           | Лип.            | Серп.           | Вер.            | Жовт.           | Лист.           | Груд.           | Рік             |
| Абсолютний максимум, °C | 31              | 30              | 31              | 32              | 32              | 31              | 30              | 31              | 31              | 30              | 30              | 31              | 32              |
| Середній максимум, °C   | 28              | 28              | 28              | 29              | 29              | 29              | 29              | 29              | 30              | 29              | 29              | 29              | 29              |
| Середня температура, °C | 26              | 25              | 26              | 27              | 27              | 27              | 27              | 26              | 27              | 27              | 26              | 27              | 27              |
| Середній мінімум, °C    | 24              | 23              | 24              | 25              | 25              | 25              | 25              | 24              | 25              | 25              | 24              | 25              | 25              |
| Абсолютний мінімум, °C  | 21              | 21              | 21              | 22              | 22              | 21              | 22              | 22              | 21              | 21              | 22              | 22              | 21              |
| Норма опадів, мм        | 330             | 210             | 240             | 180             | 300             | 420             | 430             | 500             | 270             | 250             | 360             | 510             | 4060            |
| Днів з дощем            | 14              | 12              | 15              | 11              | 17              | 17              | 20              | 19              | 13              | 14              | 14              | 16              | 187             |
| Вологість повітря, %    | 81              | 85              | 85              | 85              | 86              | 86              | 85              | 82              | 80              | 80              | 79              | 79              | 83              |
| ----------------------- | --------------- | --------------- | --------------- | --------------- | --------------- | --------------- | --------------- | --------------- | --------------- | --------------- | --------------- | --------------- | --------------- |
| Джерело: Weatherbase    |                 |                 |                 |                 |                 |                 |                 |                 |                 |                 |                 |                 |                 |

## Історія
Першим атол побачив американський капітан Едмунд Фанінг (англ. Edmund Fanning) 1798 р., коли його корабель «Бетсі» був на шляху до Азії. Проте перші люди висадились на атол 7 листопада 1802 року. Того дня корабель «Пальміра» американського капітана Соула (англ. Sawle) зазнав аварії на атолі.
26 лютого 1862 р. Камемемеа IV, король Гаваїв, дав наказ щодо експедиції до атола з метою його оволодіння. 15 квітня 1862 р. атол Пальміра анексувало Гавайське королівство. 1898 року Гаваї разом з атолом перейшли під юрисдикцію США.

## Галерея

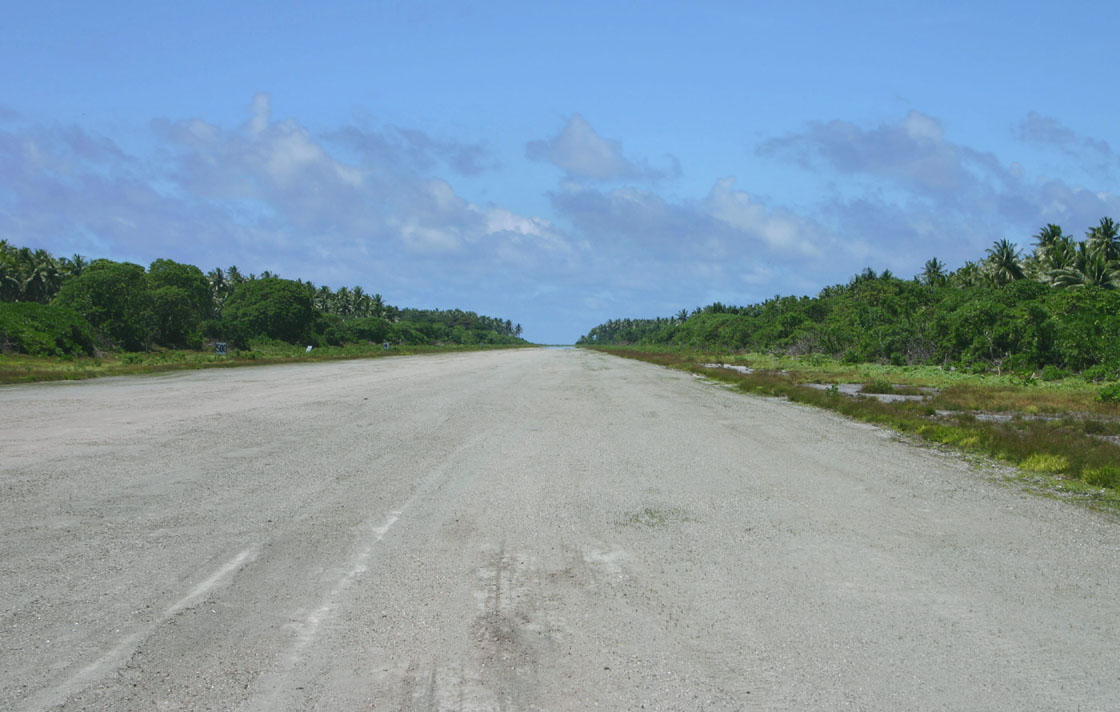
Злітна смуга на Атолі.
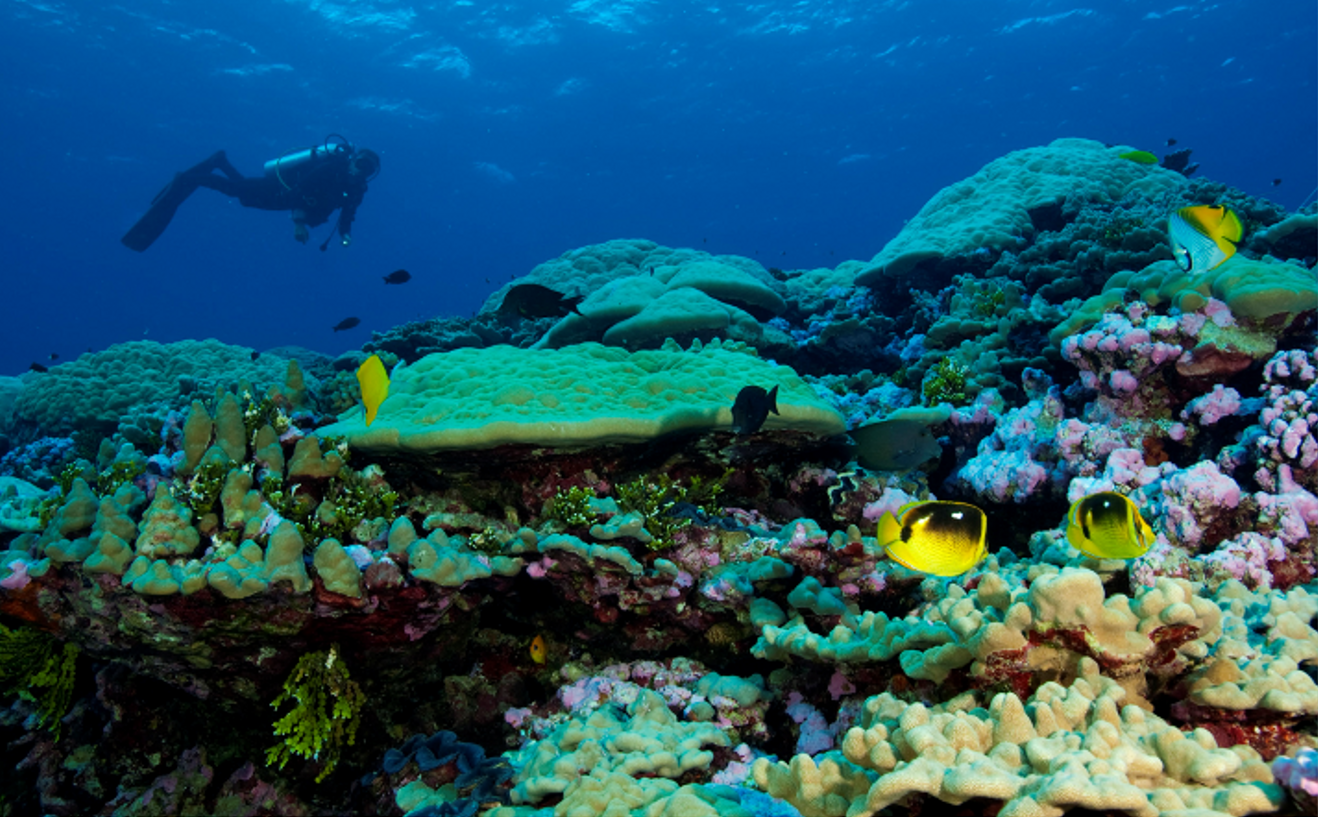
Аквалангісти досліджують кораловий риф.
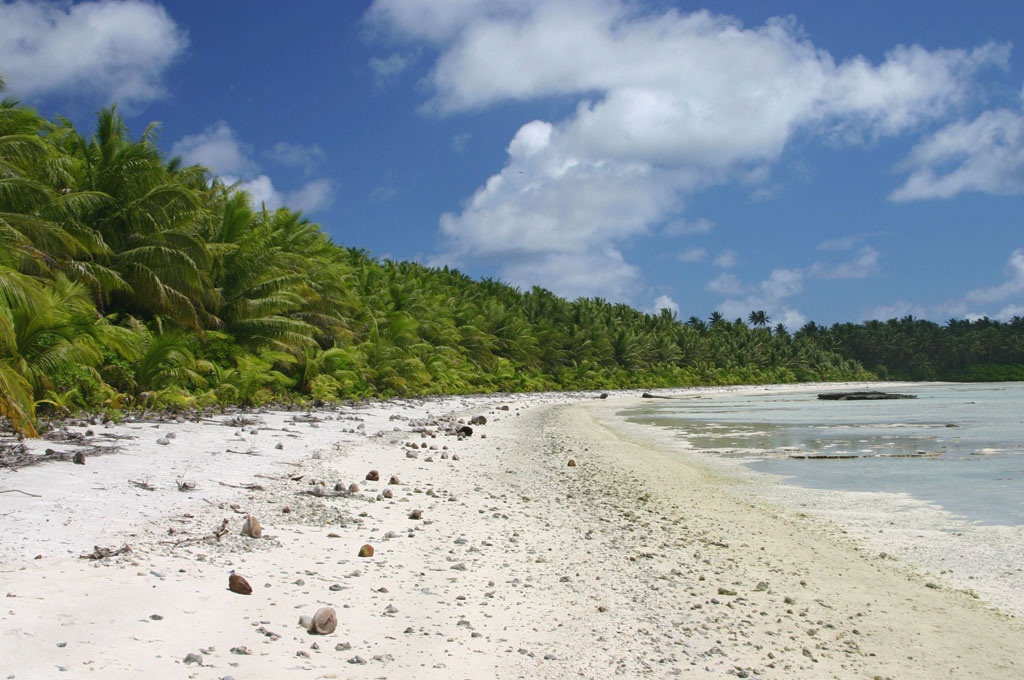
Пляж на Пальмірі.
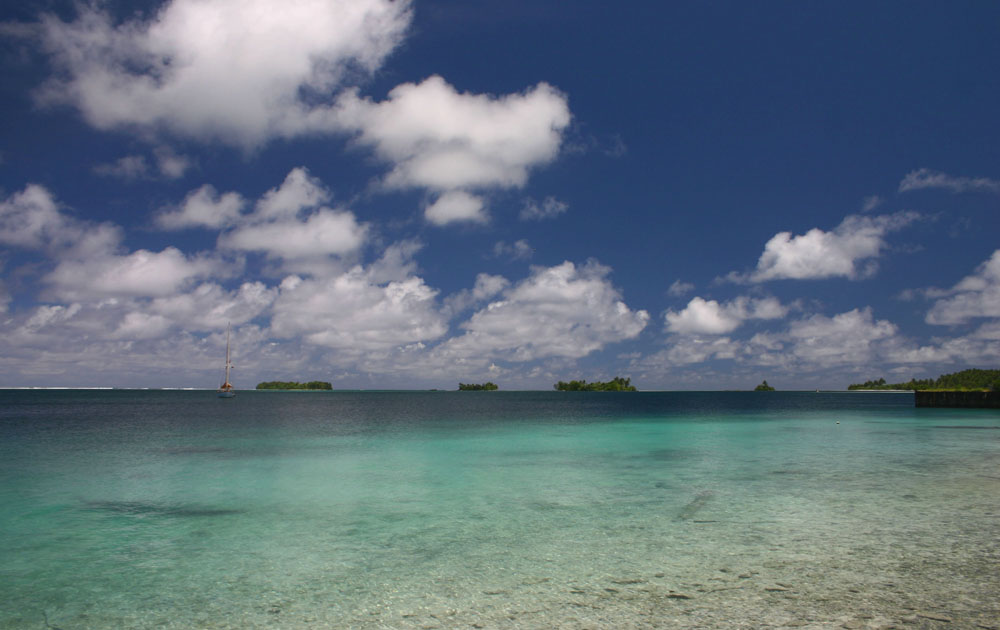
Лагуна поряд з Пальмірою.
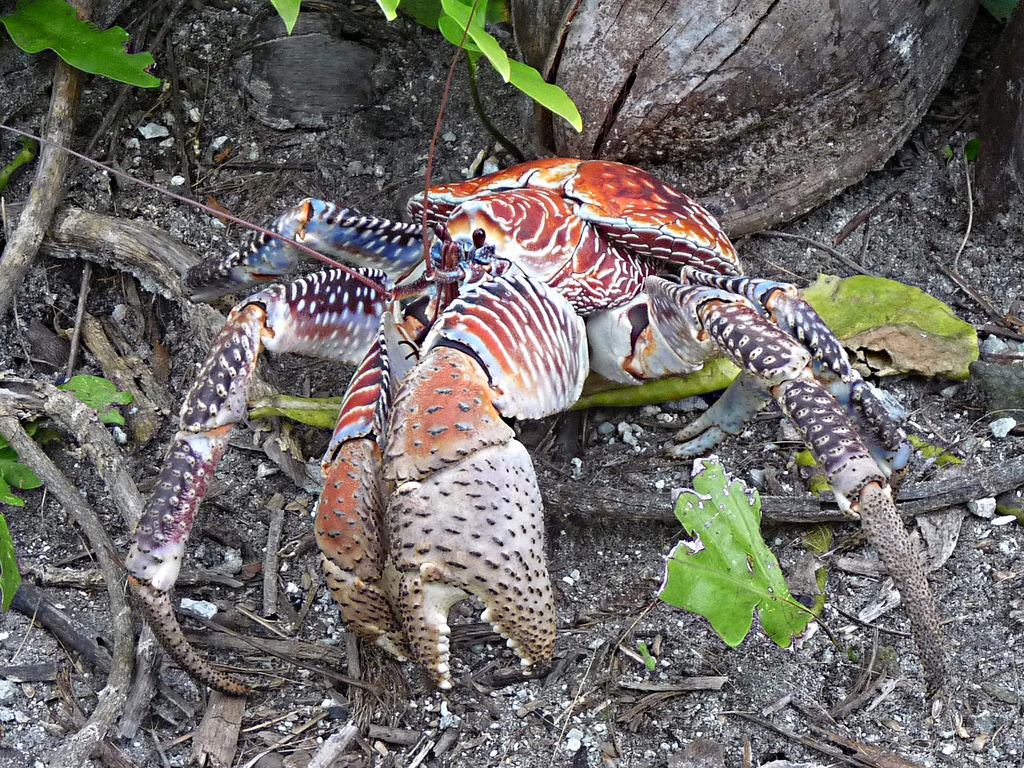
Краб кокосовий на Пальмірі.